# Reach Records
Reach Records est un label de disques de hip-hop chrétien, basé à Atlanta aux États-Unis.  

## Histoire
Le label est fondé en 2004 par Lecrae et Ben Washer à Denton (Texas),
. Le premier album produit est Real Talk de Lecrae la même année. Le label déménage à Memphis (Tennessee) en 2006  et à Atlanta en 2009. En 2010, KB, signe avec le label . En 2012, il organise un programme des artistes du label au festival South by Southwest à Austin, Texas.